# Abadía de Saint-Pierre de Méobecq
La abadía de Saint-Pierre de Méobecq es una iglesia abacial francesa. Se encuentra en el territorio de la comuna de Méobecq, en el departamento de Indre, en la región Centro-Valle del Loira.

## Situación
La abadía está ubicada en la localidad de Méobecq, en el centro del departamento de Indre, en la región Centro-Valle del Loira.  Está ubicado en la región natural de Brenne.  La iglesia abacial depende de la archidiócesis de Bourges, el decanato de Val de Creuse y la parroquia de Saint-Gaultier.

## Historia
La iglesia fue construida entre el siglo XI y el siglo XV. Cuenta la leyenda que san Cyran fundó el primer monasterio merovingio de Méobecq. De la nobleza de Bourges y criado en la corte de Borgoña, decidió retirarse del mundo y fundó dos comunidades en Brenne, sin duda durante el reinado de Dagoberto I (628-638). Animados por el mismo ímpetu espiritual y un fuerte espíritu de aventura, varios hombres se unieron a él y trabajaron arduamente en la construcción espiritual y temporal de la abadía.
El 3 de septiembre de 1048 se redactó y firmó el histórico documento fundacional de la abadía, la dedicación, en presencia de los obispos de Tours y Bourges. Esta carta exalta el prestigio de la abadía: afirma haber recibido la protección del rey Dagoberto I así como del Papa Sixto V, quien habría ofrecido preciosas reliquias de San Pedro. La abadía recibe un privilegio de inmunidad que la hace independiente del poder señorial.
El edificio fue catalogado en 1840 y catalogado el 24 de junio de 1994 como monumento histórico.

## Descripción
La iglesia tiene una sola nave enmarcada y pasillos abovedados.
El crucero está cubierto con una cuna.
El ábside tiene cinco capillas escalonadas: el ábside está abovedado con cuna y fondo de horno, las capillas laterales con bóveda de crucería.

### Frescos delsigloXI
La decoración pintada mejor conservada se encuentra entre las ventanas y representa personajes en pies, identificados por inscripciones: SCS LEOBALDUS (san Loyau), SCS SIGIRANNUS (san Cirán, fundador de la abadía), SCS MARTIALIS (san Marcial, evangelizador de la región) y SCS PETRUS (san Pedro, patrón de la iglesia de Méobecq y fundador de la Iglesia Romana). Son los padres fundadores de la abadía quienes apoyan todo el programa iconográfico desarrollado por el artista.
Arriba, la visión de San Juan se desarrolla con la representación de los jinetes del Apocalipsis en los esquineros de las ventanas. Queda uno: el corcel blanco es montado a pelo por un arquero coronado por la mano divina. Dos personajes están en profunda conversación: un ángel se dirige a un hombre con aureola y cabello blanco, San Juan.
Aún más arriba, sobre un fondo verde, podemos ver en los extremos del ábside un par de pies descalzos apoyados en una rueda. También se encuentran los restos de dos animales, ciertamente los que acompañan a los evangelistas. Por último, debemos imaginar en el callejón sin salida a un Cristo en gloria que ha desaparecido con el tiempo.

### Capiteles
En el coro y sus capillas, los capiteles del siglo XI sorprenden por la calidad de su trato y su parentesco con el estilo de Saint-Benoît-sur-Loire: mismo tipo de cesto adaptado de la antigua orden corintia, hojas de acanto, palmetas, confrontadas animales. El único capitel historiado al norte del coro representa sin duda a un mártir romano o Daniel en el foso.